# Александър Розенбаум
Александър Яковлевич Розенбаум (роден на 13 септември 1951 г. в Ленинград) е руски артист и певец. Розенбаум е удостоен със званието „Народен артист на Русия“.

## Биография
Родителите на Александър Розенбаум завършват медицинския университет през 1952 г. Семейството се премества в източен Казахстан в малък град, наречен Сиряновск, където бащата бързо се издига до главен лекар. Там е роден и братът Владимир Розенбаум. На петгодишна възраст Александър посещава музикално училище и се научава да свири на цигулка. Семейство Розенбаум по-късно се премества обратно в Ленинград.
Съседът на бабата на Александър, Михаил Александрович Минин, научава Александър на първите акорди. На шестнадесетгодишна възраст Александър започва да пише първите си стихове на тема училище и дом и разсмива съучениците си с хумора си. Тогава той чува и пее песни на самия Владимир Висоцки и Булат Окуджава, както и забранени песни на Александър Галич.
През 1968 г. Александър се записва в медицинското училище, където пее свои стихове пред състудентите си. Още през първия семестър Александър изнеся концерти в местния културен център и получава награда за това.
Астигматизмът и късогледството му не позволяват на Александър да се присъедини към армията – вместо това той е преместен в следоперативното отделение за най-тежко ранените.
Първият брак на Александър продължава само девет месеца. Година след развода той се жени за Елена Савшинская, студентка в същото медицинско училище, където учи Александър. След известно време семейство Розенбаум има дете, дъщеря на име Анна. През 1974 г. полага с отличие държавния изпит. Специалностите му са анестезия и реанимация. От този момент нататък пет години работи като лекар по спешна медицина. През това време посещава вечерно училище по джаз, което също завършва.
Самият Александър споделя, че докато пеенето е било само хоби, лекарят в него се е справял добре. Но когато пеенето сякаш се превръща във втора професия, трябва да направи избор.
| „ | Седнах на два стола. Не само беше неудобно, но и не беше честно. Или съм лекар, или певец. | “ |

Началото на соловата му кариера може да бъде датирано от 14 октомври 1983 г. Тогава той пее пред публика в Дома на културата на МВР.

## Кариера на сцената
През своите двадесет и три години на сцена Розенбаум написва над 480 песни и стихотворения и записва близо 100 албума, някои с повече от 15 песни на албум. Песен, която е в албум, може да намери място в нов албум няколко години по-късно. Някои песни обаче получават различни музикални интерпретации. Поради това едни и същи песни съществуват в до осем различни версии.
На сцената той свири предимно соло на дванадесетструнна китара в отворен G акорд или на пиано.
Александър Розенбаум е много почитан в Русия и като един от малкото представители на руския шансон е редовен гост на големите новогодишни предавания по телевизията, които иначе са запазени почти изключително за поп изпълнители. Освен това е един от малкото, които не изпълняват на плейбек, а почти винаги пеят на живо.
По време на кариерата си Александър Розенбаум свири по целия свят, най-вече в бившия Съветски съюз (включително Украйна, Беларус, Казахстан), Германия и Съединените щати.
От осемдесетте години на XX век много от песните на Александър Розенбаум се пеят като народни песни в бившия Съветски съюз, често от любители певци в лични кръгове на приятели или семейство. Някои от творбите му са придобили култов статус. Но редица други интерпретатори на руския шансон и естрада също имат голям успех със своите версии на песните на Александър Розенбаум. Добре известен пример е Михаил Шуфутински, който посвещава цели албуми на Розенбаум.

## Албуми и песни
Неговите албуми, песни и стихотворения се основават предимно на съответния етап от живота му. Последният албум I see light (Я вижу свет) е записан след смъртта на брат му, който лежи два месеца в реанимация и почива през юли 2005 г. Много от песните му са за него. Тъй като смъртта на брат му му се отразява много тежко, в новия албум „Виждам светлина“ има и прощална песен, озаглавена „Прости ми“.

## Избрана дискография
- Гоп-стоп (1993)
- Ностальгия (1994)
- Розовый жемчуг (август – ноември 1995)
- На плантациях любви (март – май 1996)
- Концерт в день рождения (септември 1996)
- Возвращение на Арго (февруари 1997)
- Июльская жара (ноември 1997)
- Лучшие песни (1982 – 1997)
- Транссибирская магистраль (1999)
- Настоящий солдат (април 2001)
- Старая гитара (2001)
- Странная жизнь (2003)
- Я вижу свет (2005)

## Албумни песниPhilosophy Series
- „Философия на войната“
- „Философия на волята“
- „Философия на града“
- „Философия на насилието“
- „Философия на любовта“
- „Философия на размисъла“
- „Философия на морала“
- „Философия на самотата“
- „Философия на паметта“
- „Философия на отношенията“
- „Философия на съдбата“
- „Философия на улицата“
- Сред най-известните му песни са Wals Bostón (базирана на бостънския валс) и Au.

Почти всички песни също могат да бъдат изтеглени от началната страница на сайта му, в скромно качество.